# Diplodactylidae
Los diplodactílidos (Diplodactylidae, del griego clasico διπλόος (diplóos), "doble", y δάκτυλος (dáktulos), "dedo") son una familia de gecos. Anteriormente se incluía dentro de Gekkonidae. Las especies de esta familia se distribuyen por Australia, Nueva Zelanda y Nueva Caledonia.

## Clasificación
Se reconocen los siguientes géneros:
- Amalosia Wells & Wellington, 1983.
- Bavayia Roux, 1913.
- Correlophus Guichenot, 1866.
- Crenadactylus Dixon & Kluge 1964.
- Dactylocnemis Fitzinger, 1861.
- Dierogekko Bauer, Jackman, Sadlier & Whitaker, 2006.
- Diplodactylus Gray, 1832.
- Eurydactylodes Wermuth, 1965.
- Hesperoedura Oliver, Bauer, Greenbaum, Jackman & Hobbie, 2012.
- Hoplodactylus Fitzinger, 1843.
- Lucasium Wermuth, 1965.
- Mniarogekko Bauer, Whitaker, Sadlier & Jackman, 2012.
- Mokopirirakau Nielsen, Bauer, Jackman, Hitchmough & Daugherty, 2011.
- Naultinus Gray, 1842.
- Nebulifera Oliver, Bauer, Greenbaum, Jackman & Hobbie, 2012.
- Oedodera Bauer, Jackman, Sadlier & Whitaker, 2006.
- Oedura Gray, 1842.
- Paniegekko Bauer, Jackman, Sadlier & Whitaker, 2012.
- Pseudothecadactylus Brongersma, 1936.
- Rhacodactylus Fitzinger, 1843.
- Rhynchoedura Günther, 1867.
- Strophurus Fitzinger, 1843.
- Toropuku Nielsen, Bauer, Jackman, Hitchmough & Daugherty, 2011.
- Tukutuku Nielsen, Bauer, Jackman, Hitchmough & Daugherty, 2011.
- Woodworthia Garman, 1901.